# Cal (film)
Cal – brytyjski dramat filmowy z 1984 roku w reżyserii Pata O'Connora. Adaptacja powieści Bernarda MacLaverty'ego z 1983 roku pod tym samym tytułem. 

## Fabuła
Tytułowy "Cal" to młody Irlandczyk spod Belfastu, zaangażowany w działalność IRA. Pewnego dnia przez przypadek poznaje wdowę po policjancie, który został zabity przez bojowników IRA. Pomiędzy dwojgiem ludzi z czasem dochodzi do romansu. Ich związek zostaje brutalnie przerwany aresztowaniem "Cala" przez policję, który chociaż próbuje, nie jest w stanie zerwać z organizacją.  

## Obsada
- John Lynch – "Cal"
- Helen Mirren – Marcella
- Donal McCann – Shamie
- Ray McAnally – Cyril Dunlop
- John Kavanagh – Skeffington
- Stevan Rimkus – Crilly
- Catherine Gibson – pani Morton
- Louis Rolston – Dermot Ryan
- Tom Hickey – Preacher
- Gerard Mannix Flynn – Arty
- Seamus Forde – pan Morton
- Edward Byrne – Skeffington senior
- J. J. Murphy – człowiek w bibliotece
- Audrey Johnson – Luc
- Brian Munn – Robert Morton

i in. 

## Produkcja
Cal był drugim z kolei i pierwszym głośnym filmem Pata O'Connora – w późniejszych latach czołowego twórcy irlandzkiego kina – który przyniósł mu światowy rozgłos.   
Film często klasyfikowany jest jako produkcja irlandzka lub brytyjsko-irlandzka, jednak pomimo poruszanej tematyki i postaci reżysera (Pat O'Connor), ze względu na postać producenta – Davida Puttnama i wytwórnie filmowe w których powstał, należy traktować go jako produkcję stricte brytyjską. Tak też podaje w Polsce Filmweb i Kronika Filmu pod red. Mariana Michalika.  
Zdjęcia miały miejsce w Irlandii (Drogheda i Navan).   
Obsadę aktorską w większości stanowili aktorzy z Irlandii Północnej. Niektórzy z nich odgrywając swoje role czerpali z osobistych doświadczeń, jak np. Catherine Gibson.

## Odbiór
Film spotkał się z dobrym przyjęciem zarówno ze strony krytyków jak i publiczności. Chociaż w wypadku tej drugiej film okazał się być finansową klapą. Historyk filmu i krytyk Sam Manning, który obraz O'Connora uważał za jedną z najbardziej udanych irlandzkich produkcji niskobudżetowych, wyjaśnia tę sprzeczność masowym odwrotem widzów od kin do systemów VHS w połowie lat 80. Jak na standardy roku 1984 (który był najgorszym rokiem pod względem wizyt w kinach w historii brytyjskiej kinematografii) publiczność w kinach dopisała, jednak nie była ona w stanie zapewnić wystarczających wpływów ze sprzedaży biletów. 
Światowa premiera filmu miała miejsce na MFF w Cannes w maju 1984 roku, gdzie obraz zyskał owacje na stojąco, a Helen Mirren otrzymała nagrodę dla najlepszej aktorki. Pisząc z Cannes, Nigel Andrews z Financial Times uznał, że „Cal jest najbardziej poruszającym i przekonującym portretem życia w Irlandii Północnej, jaki dało nam kino”. 
W sierpniu tego samego roku film miał premierę w Stanach Zjednoczonych. Został bardzo dobrze przyjęty przez krytyków. Roger Ebert sceny miłosne w filmie uznał za "najpiękniejsze jakie widział". Janet Maslin z The New York Times chwaląc w nim niemal wszystko, określiła Cala jako "piękny, żałobny film o Irlandii Północnej". Miesiąc później, we wrześniu 1984 Cal pokazano w Wielkiej Brytanii. Zyskał sobie bardzo pochlebne recenzje krytyków, chwalono zwłaszcza realizm romansu nastoletniego bohatera z dojrzałą pracodawczynią. Kiedy film wszedł do brytyjskich kin Arthur Thirkell z Daily Mirror, stwierdził, że „zachowanie Helen Mirren i Johna Lyncha jako kochanków zasługuje na najwyższe pochwały i jest wiele do podziwiania w uczciwym filmie, który zagłębia się w serca zwykłych ludzi”. Efektem były dwie nominacje do nagrody BAFTA. O odbiorze filmu w Irlandii Północnej, jego producent David Puttnam powiedział, że jedną z rzeczy, z których zawsze był najbardziej dumny, było dobre przyjęcie filmu przez obie strony konfliktu. Zarówno brytyjskie jak i irlandzkie gazety zamieściły pozytywne recenzje o nim. "Ludzie czuli, że film był uczciwy”.
Po czterdziestu latach od premiery, w rankingu popularnego, filmowego serwisu internetowego Rotten Tomatoes, obraz posiada wysoką, 91-procentową, pozytywną ocenę „czerwonych pomidorów”

## Nagrody
| Rok  | Nazwa/Wydarzenie | Nagroda/Kategoria                      | Nominowany   | Rezultat  |
| ---- | ---------------- | -------------------------------------- | ------------ | --------- |
| 1984 | MFF w Cannes     | Najlepsza aktorka pierwszoplanowa      | Helen Mirren | nagroda   |
| 1984 | MFF w Cannes     | Złota Palma                            | Pat O'Connor | nominacja |
| 1985 | BAFTA            | Najbardziej obiecujący debiut aktorski | John Lynch   | nominacja |
| 1985 | BAFTA            | Najlepsza aktorka pierwszoplanowa      | Helen Mirren | nominacja |